# 팔오금
팔오금(cubital fossa, antecubital fossa, chelidon, 주관절와, 주와) 또는 팔꿉 안쪽(inside of elbow)은 인간이나 다른 호미니드(hominid) 동물의 위팔과 팔뚝(아래팔) 사이의 윗부분 앞쪽에 있는 영역이다. 표준 해부학적 위치에서 팔꿈치의 앞쪽에 있다(antecubital. 라틴어 cubitus). 팔오금은 세 개의 테두리가 있는 삼각형 영역이다.
해부학의 elbow(영어) 또는 cubitus(라틴어)는 한국어에는 대응하는 단어가 없으며, 팔 관절의 바깥쪽인 팔꿈치와 안쪽인 팔오금을 합친 게 cubitus (elbow)이다. 그래서 대한해부학회에서는 팔꿈치와 동의어인 팔꿉을 재정의하여 해부학에서 cubitus (elbow)에 대응하는 단어로 사용하고 있다.

## 추가 이미지
- Superficial veins of the upper limb.
- Front of right upper extremity.
- Front of right upper extremity, showing surface markings for bones, arteries, and nerves.

## 같이 보기
- 오금
- 다리오금
- 팔꿉관절근
- 팔꿈치